# Krishnanagar (Nadia)
Krishnanagar est une ville indienne située dans le District de Nadia dans l’État du Bengale-Occidental. En 2011, sa population était de 181 182 habitants.